# Grant Schubert

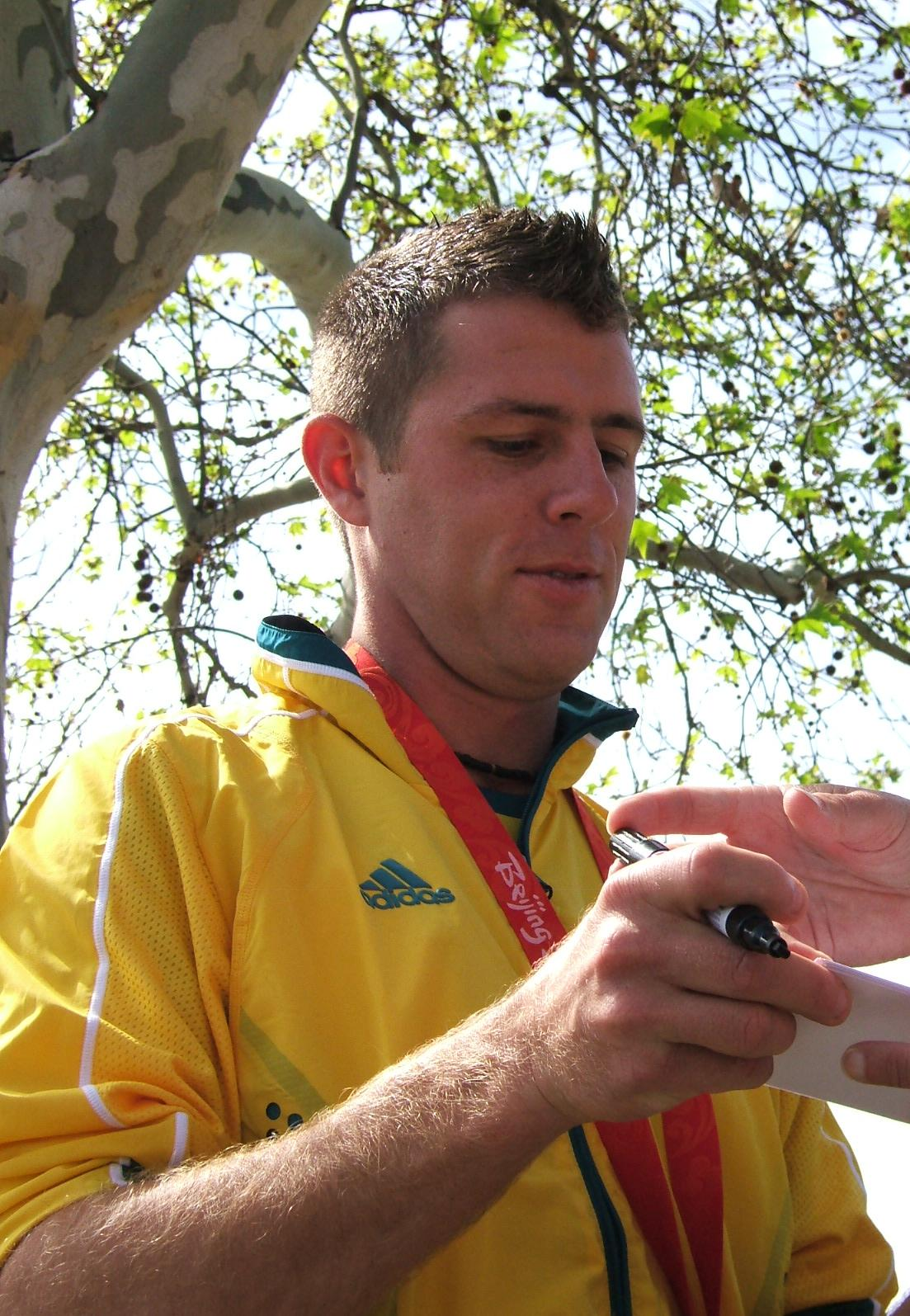
Grant Schubert (2008)

Grant Luke Schubert OAM (* 1. August 1980 in Loxton, South Australia) ist ein ehemaliger australischer Hockeyspieler, der mit der australischen Hockeynationalmannschaft 2004 Olympiasieger sowie 2008 Olympiadritter war. 2010 war er Weltmeister.

## Sportliche Karriere
Grant Schubert spielte von 2003 bis 2010 in der Nationalmannschaft. Sein erstes großes internationales Turnier waren 2004 die Olympischen Spiele in Athen. In ihrer Vorrundengruppe belegten die Australier den zweiten Platz hinter den Niederländern. Im Halbfinale bezwangen sie die spanische Mannschaft mit 6:3. Das Finale gegen die Niederländer ging mit 1:1 in die Verlängerung, in der 78. Minute erzielte Jamie Dwyer das Tor zum 2:1-Endstand. Es war der bislang einzige Olympiasieg für die australischen Männer überhaupt. Im März 2006 fanden in Melbourne die Commonwealth Games statt. Die Australier besiegten im Finale die Mannschaft Pakistans.
2008 bei den Olympischen Spielen in Peking belegten die Australier wie vier Jahre zuvor den zweiten Platz in ihrer Vorrundengruppe hinter den Niederländern. Im Halbfinale unterlagen sie der spanischen Mannschaft mit 2:3. Im Spiel um die Bronzemedaille bezwangen sie die Niederlande mit 6:2. Im März 2010 fand in Neu-Delhi die Weltmeisterschaft statt. Die Australier gewannen ihre Vorrundengruppe vor der englischen Mannschaft. Im Halbfinale bezwangen die Australier die Niederländer mit 2:1, im Finale besiegten sie die deutsche Mannschaft ebenfalls mit 2:1.
Schuberts Karriere wurde mehrfach von Verletzungen unterbrochen, nach der Weltmeisterschaft 2010 konnte er sich nicht in die Olympiamannschaft 2012 spielen. Im Januar 2005 wurde er mit der Medaille des Order of Australia ausgezeichnet.